# Verband der Elektrizitätswirtschaft
Der Verband der Elektrizitätswirtschaft e. V. (VDEW) bündelte und vertrat die Interessen von rund 750 deutschen Energieversorgungsunternehmen gegenüber Politik und Verbrauchern. Der VDEW ist 2007 im Bundesverband der Energie- und Wasserwirtschaft (BDEW) aufgegangen.

## Geschichte
Der VDEW wurde 1892 in Berlin  von 16 Elektrizitätswerken als Vereinigung der Elektrizitätswerke (VdEW) gegründet, Sitz der Gesellschaft war Berlin. Im Jahr 1950 wurde die Vereinigung Deutscher Elektrizitätswerke e. V. (VDEW) mit Wirkung ab 1. Januar 1951 und Sitz in Frankfurt a. M. gegründet. Mit diesem Schritt wurde die sich abzeichnende und 1954 vollzogene Trennung der Netze von DDR und Bundesrepublik Deutschland antizipiert.
Mit der deutschen Wiedervereinigung und der Wiedergründung der Stadtwerke und Regionalversorger in Ostdeutschland erweiterte der VDEW sein Betätigungsfeld nach Ostdeutschland. 2000 ging die Informationszentrale der Elektrizitätswirtschaft, eine Einrichtung für Öffentlichkeitsarbeit der deutschen Elektrizitätswirtschaft, im Verband der Elektrizitätswirtschaft auf. Anfang 2005 zog der VDEW von Frankfurt a. M. nach Berlin. Der VDEW hat außerdem eine Vertretung bei der Europäischen Union in Brüssel sowie ein Büro in Bonn.
Der Verband fusionierte im Jahre 2007 mit dem BGW, dem VRE sowie dem Verband der Netzbetreiber (VDN) zum Bundesverband der Energie- und Wasserwirtschaft (BDEW).

## Fachverbände
Der Verband hatte vier technisch orientierte Fachverbände, die als eigenständige Vereine unterhalb des VDEW operierten:
- Verband der Netzbetreiber (VDN)
- Fachgemeinschaft für effiziente Energieanwendung (frühere Namen: Fachverband für Energie-Marketing und -Anwendung e. V.; Hauptberatungsstelle für Elektrizitätsanwendung e. V. (HEA))
- Arbeitsgemeinschaft für Wärme und Heizkraftwirtschaft (AGFW)
- VGB PowerTech

Im Zuge der Integration des VDEW in den BDEW wurde der VDN im Jahre 2008 neu organisiert.

## Sonstige Informationen
Der Verband kooperierte mit dem VWEW Energieverlag. Diese Kooperation führt der BDEW fort.